# 도호쿠 지방
도호쿠 지방(일본어: 東北地方 도호쿠 치호[*], 문화어: 도호꾸 지방)은 일본 혼슈 동북부에 있는 아오모리현, 이와테현, 미야기현, 아키타현, 야마가타현, 후쿠시마현의 6현을 말한다. 면적은 66,889 km2로 혼슈 전체 면적의 약 30%에 해당한다.
동일본(히가시니혼)에 속하지만, 기후나 역사지리학 등에서는 홋카이도와 함께 북일본(기타니혼)으로 분류한다. 최대 도시는 센다이시이다.

## 지리

### 지형
판 구조론에서 도호쿠 지방은 홋카이도와 함께 북아메리카 판상에 존재하고 있어, 동측에서 태평양 판이 일본 해구에서 섭입한다. 이 때문에 도호쿠 지방의 중앙에는 일본 해구와 평행하게 남북으로 나스 화산대가 놓여있다. 이 화산대 상으로 시모키타반도의 오소레산 산지, 오우산맥 등이 위치하고 있으며, 북쪽에는 오소레산·핫코타산·하치만타이·이와테산·구리코마산·자오산·아즈마산·아다타라산 등의 화산이 있다. 나스 화산대 상에는 화산호(칼데라호)도 많고, 온천도 많다.
동해 측으로는 유라시아 판과 북아메리카 판이 남북으로 접하고 있어, 나스 화산대와 평행하여 조카이 화산대가 남북을 종단하고 있다. 이 화산대 상에는 시라카미 산지나 데와 산지, 에치고산맥 등이 위치하고 있어 이와키산·조카이산·갓산 등의 화산을 볼 수 있다. 산지가 바다와 접하는 부분에서는, 해안가를 따라 온천이 위치해 바다를 바라보면서 온천을 즐길 수도 있다.
태평양 측으로는 기타카미 산지와 아부쿠마 고지가 있다. 이는 융기한 지형이 침식되어 형성된 완만하고 낮은 산지이다. 해발고도 1,917m의 하야치네산도 있지만, 기본은 완만한 산지로 동해 측의 산지와 비교할 때 강설량도 적어 스키장 등은 없다. 또한 화산대도 아니라 온천도 적다. 다만 석회 동굴 등의 석회암 지형이 많이 분포하고 있다. 기타카미 산지가 바다측으로 뻗은 리아스식 해안인 산리쿠 해안에서는 복잡한 해안선이나 백사장이 있어 오야시오 해류가 만들어 내는 코발트청색의 바다와 대비를 이루고 있다.
이러한 산맥과 산지의 사이로 기타카미강이나 아부쿠마강, 오모노강, 모가미강 등의 하천이 흐르며 많은 분지와 평야를 끼고 있다.

### 기후
크게 동해 연안과 오우산맥 서쪽(분지)과 오우산맥 동쪽(분지), 태평양 연안의 4가지 기후로 나눌 수 있다. 또 각각의 구분마다 북쪽과 남쪽이 미묘한 차이를 보이기도 한다.
동해 연안과 오우산맥 서쪽은 여름철에는 푄 현상에 의한 고온이 되기도 하지만, 야간에는 기온이 낮아진다. 겨울철에는 일조 시간이 적고, 강설량이 많아 폭설이 자주 내린다.
태평양 연안의 북부와 중부는 여름에는 일상적으로 흐릴 때가 많아, 기온이 잘 오르지 않는다. 또한 몇 년마다 재넘이의 영향으로 저온의 추운 여름을 맞을 때도 있다. 남부(후쿠시마현의 태평양 연안)는 북태평양 고기압의 영향권에 들어가기 쉽고, 고온의 맑은 날씨가 많다. 중부와 남부 지역은 겨울철의 강설량이 적고, 건조한 기후를 띤다.
태평양을 향한 오우산맥 동쪽은 태평양 연안과 동해 연안 기후의 중간 성질을 보인다. 여름철에는 푄 현상으로 고온이 되는 날이 있지만, 태평양 연안처럼 흐린 하늘을 보이는 경우도 있다. 겨울철에도 차가운 기단이나 북풍·서풍 등이 강하면 동해 측의 기후와 같이 눈이 내리기도 하지만, 태평양 연안처럼 맑은 하늘을 보이는 경우도 많다.

## 지역

### 기타토호쿠와 미나미토호쿠
도호쿠 지방은 도호쿠 신칸센·야마가타 신칸센·아키타 신칸센이 통과하게 되면서 모든 현에 신칸센이 다니는 유일한 지방이 되었으며, 신칸센이 우위에 서는 중거리 이동(200~800km)이 편리한 특징을 가진다. 또한 도호쿠 지방을 남북으로 관통하는 도호쿠 자동차도 등의 도로, 동서를 연결하는 고속도로가 정비되어 있어 지방 내의 근거리 이동도 편리하다. 이와 함께 운행 횟수는 적지만, 저렴한 가격에 빠르고 편리하게 이동할 수 있는 고속버스도 각 도시간을 연결하고 있어, 도쿄와 연결되었지만 각 도시간의 교류는 적었던 관계가 재편성되게 되었다. 이러한 육상 교통의 재편으로 아오모리현과 이와테현, 아키타현의 3현을 기타토호쿠로, 야마가타현과 미야기현, 후쿠시마현의 3현을 미나미토호쿠로 구분하는 경우가 증가하고 있다.
기타토호쿠는 현지사의 주도로 3현이 연합하는 구조가 형성되었지만, 아오모리시와 아키타시 간에는 철도로 이동할 경우 소요시간이 길기 때문에, 항공 교통 이용객이 신칸센의 수요로 편입되지는 않았다. 게다가 신칸센의 결절점인 모리오카시를 중심으로 한 교류나 고속버스의 저가화나 고빈도화도 별로 일어나지 않았다. 이로 인하여 기타토호쿠 지방의 3현의 주요 도시 사이의 경제적 관계가 기대되던 만큼 강하게 바뀌지는 않았다.
그러나 미나미토호쿠는 각 주요도시가 원래부터 근접하고 있었고, 육상 교통이 재편되면서 이러한 관계가 경제를 기본으로 그 구조가 더욱 강화되었다. 또한 센다이시와 경제적 관계가 강한 지역은 ‘센다이 경제권’을 형성하고 있다. 여기에 3현의 현청이 소재한 센다이 시·야마가타시·후쿠시마시의 중추부는 미나미토호쿠 중추광역도시권이라는 협의회를 결성하고 350여 만명의 인구를 이끄는 대도시권 행정을 실시하고 있다.

### 주변과의 관계
아오모리현이나 시모키타반도 등의 지방에서는 세이칸 터널이나 하코다테시와 아오모리시를 연결하는 세이칸 페리를 통해 하코다테시를 비롯한 홋카이도와 깊은 관계를 갖고 있다. 아오모리와 하코다테를 ‘세이칸 도시권’으로 구상하는 때도 있으며, 특수한 예지만 쓰가루 해협의 아오모리현 일부는 페리를 이용하면 하코다테까지 1시간 40분 남짓 걸리기 때문에, 치료나 쇼핑을 하코다테에서 하는 경향도 있다. 그러나 전체적으로는 아오모리와 하코다테간이 열차로 짧아도 2시간 내외가 걸리며, 카페리의 긴 소요시간과 적은 운항 횟수, 자동차가 다닐 수 있는 교량이나 터널이 없는 점등으로 인해 간몬 터널이나 세토 대교를 사이에 두고 있는 지방처럼 일상적이거나 정기적인 교류가 생기지는 않았다.
동해 연안 지역은 오래전부터 해운을 통한 일이나, 우에쓰 본선이나 육상 교통의 발달로 가에쓰 지방이라고 불리는 니가타현의 북부와 관계가 깊다.
태평양 연안의 이와키시 인근은 육상 교통로의 발달이 일찍부터 시작되어, 미토시가 위치한 이바라키현 북부와 관계가 깊다.
후쿠시마 공항은 기타칸토의 닛코시 도쇼 궁이나 나스 온천 마을 등으로 가는 관광객의 현관으로 기능하다. 또한 공항이 없는 기타칸토 지방의 주민들도 이용하고 있다.

### 니가타현과 도호쿠 지방
기나이가 일본의 중심이었을 때에는 육상 교통도 그를 중심으로 발달했기 때문에, 지금의 니가타현은 고키시치도에서 호쿠리쿠도로 구분되었다. 하지만 메이지 시대 이후 도쿄를 중심으로 변화하면서 센다이시의 기관이 니가타현을 관할하거나, 센다이의 육군 사령부가 미야기현과 후쿠시마현, 니가타현을 관할하기도 했기 때문에 니가타현도 도호쿠 지방으로 인식되는 경우가 있었으며, 메이지 시대 후기에는 니가타현에서 ‘도호쿠 일보’라는 신문도 발행되었다.
그러나 니가타현은 메이지 시대 초기에는 일본에서 가장 인구가 많았던 도도부현으로, 1940년에는 니가타현의 공업 생산액이 미나미토호쿠 지방의 3현 공업 생산액을 합친 것과 비슷했다. 이처럼 도호쿠 지방의 6현의 사정과 니가타현은 차이가 컸으므로 센다이에 놓인 기관이 니가타현을 관할해 ‘도호쿠 7현’이라고 하면 무리가 있었다. 또한 니가타현과 도쿄를 잇는 교통도 편리해져, 니가타현은 간토 지방과의 관계가 더욱 강해져 갔다. 이로 인해 니가타현이 도호쿠 지방에 포함되는 경우는 더욱 한정되었다.
하지만 메이지 시대부터 시작된 수력 발전의 경우 다다미강 유역은 니가타현과 후쿠시마현의 경계를 이루고 있었으므로, 도호쿠 지방과 니가타현은 전력과 관련한 부분에서는 불가분이었다. 후에 전력사업이 재편되면서 도쿄 이북의 지역에 본사를 둔 기업 중에서는 가장 큰 규모로, ‘도호쿠 7현’을 담당하는 도호쿠 전력 주식회사가 설립되기도 했기 때문에 도호쿠 7현의 구조는 한정적이지만 그런대로 유지되어 왔다.
이처럼 전력이나 경제 정책 등에서 도호쿠 7현이나 도호쿠 지방이라고 하는 경우는 있지만, 역사적으로도 지금도 니가타현을 도호쿠 지방으로 구분하는 경우는 한정되어 있으며, 단지 도호쿠 지방이라고 할 때에는 니가타현이 들어가 있지 않는 경우가 많다.

## 인구
| 연도 | 인구      | ±%     |
| --- | --------- | ------ |
| 1884 | 3,957,085 | —      |
| 1898 | 4,893,747 | +23.7% |
| 1920 | 5,793,974 | +18.4% |
| 1940 | 7,164,674 | +23.7% |
| 1950 | 9,021,809 | +25.9% |
| 1955 | 9,334,442 | +3.5%  |
| 1970 | 9,031,197 | −3.2%  |
| 1975 | 9,232,875 | +2.2%  |
| 1980 | 9,572,088 | +3.7%  |
| 1985 | 9,730,352 | +1.7%  |
| 1990 | 9,738,284 | +0.1%  |
| 1995 | 9,834,124 | +1.0%  |
| 2000 | 9,817,589 | −0.2%  |
| 2010 | 9,335,636 | −4.9%  |
| 2018 | 8,768,559 | −6.1%  |
| Note: All figures since 1920 are October, except 2018 which is Apr. 출처: Japan Census figures except latest which from ja:東北地方 |           |        |

## 같이 보기
- 기타토호쿠
- 미나미토호쿠
- 센다이 경제권
- 모노노케 히메
- 도호쿠 즌코